# Antični observatorij Peking
Antični observatorij Peking (tradicionalno kitajsko: 北京古觀象臺; poenostavljeno kitajsko: 北京古观象台; pinjin: Běijīng Gǔ Guānxiàngtái), zgrajen pred iznajdbo teleskopa, je observatorij v Pekingu na Kitajskem. Observatorij je bil zgrajen leta 1442 v času dinastije Ming in razširjen v času dinastije Čing. Leta 1644 je bil deležen večje reorganizacije in številnih novih, natančnejših instrumentov od Evropejcev (jezuitov). 
Gre za enega najstarejših observatorijev na svetu in prekriva območje okrog 10.000 m2. Observatorij sam leži na 15 metrov visoki opečnati ploščadi in obsega približno 1600 m2 veliko površino. Na ploščadi so nekateri bronasti astronomski instrumenti, kot sta sončna ura ter armilarna sfera, ki jo je izdelal Ferdinand Avguštin Hallerstein. To opazovalnico danes upravlja muzej, ki pripada Pekinškemu planetariju.

## Zgodovina
Leta 1227, v času dinastije Džin, so astronomske instrumente prenesli iz mesta Kaifeng, do prvega observatorija v Pekingu. Leta 1279 so naslednji Mongoli pod vodstvom Kublajkana zgradili nov observatorij severno od sedanjega observatorija. Kublajkana je leta 1283 po smrti Guovega prijatelja in predhodnika Džang Venčjana za direktorja observatorija imenoval svojega glavnega svetovalca za hidravliko, matematiko in astronomijo, Guo Šoudžinga. Po Mongolih je Džu Juandžang, ustanovni cesar Ming, instrumente prenesel iz Pekinga v Nandžing.
Kasneje, v času vladarja Jongleja, pa so cesarjevi obrtniki dobili naročilo, da naredijo kopije astronomskih instrumentov iz Nandžinga, vključno z armilarno sfero in sončno uro (Juan Guibiao), ter jih uporabijo v pekinškem observatoriju. 
Sedanji observatorij je bil dokončan leta 1442. Pomagal je astronomom dinastij Ming in Čing pri njihovih poročilih o opazovanjih za cesarja. Na podlagi opazovanj, so astronomi, za svojega vladarja pisali tudi posebna astronomska poročila. Ker je veljal za nebeškega sina, je bilo gibanje nebesnih teles pomembna zadeva. Druga funkcija je bila pomoč pri pomorski navigaciji, pri čemer so muslimanske učenjake zaposlovali zaradi njihovega strokovnega znanja na tem območju. Sredi leta 1600 je vladar nagradil jezuita Ferdinanda Verbiesta s popolnim nadzorom astronomskega observatorija. Sredi 17. stoletja je jezuit Ferdinand Verbiest po zmagi na astronomskem tekmovanju od cesarja prejel popolno vodstvo astronomskega observatorija. Leta 1673 je nadzoroval in tudi sam pomagal pri obnovitvi nekaterih instrumentov. S pomočjo drugih jezuitov je kasneje pripomogel k razvoju opazovanja zvezd in planetov. 
Kasneje, v času dinastije Čing, so člani Zavezništva osmih držav ukradli nekaj instrumentov z observatorija, vendar sta te proti koncu 1. svetovne vojne Francija in Nemčija vrnile nazaj na Kitajsko. Ob observatoriju je stal tudi predhodnik seizmografa, zasnovan po kitajskem astronomu Čangu Hengu. Nekateri instrumenti iz časa dinastije Ming pa se danes nahajajo na observatoriju Purple Mountain, v Nandžingu na Kitajskem. 
- Armilarna sfera
- Evropska ilustracija Pekinškega observatorija iz 17. stoletja
- Replika armilarne sfere, podobne tisti, ki jo hranijo v observatoriju Purple Mountain v Nandžingu
- Ostanek starega mestnega zidu, ki je povezan s platformo observatorija
- Karta observatorija

### Instrumenti
- Armilarna sfera je instrument, ki se uporablja za merjenje koordinat nebesnih teles. Zgrajen je iz dveh bronastih diskov, eden predstavlja ekliptiko (za sledenje Soncu), drugi pa nebesni ekvator (sledi telesom, ki niso Sonce).
- Kvadrant je instrument, zgrajen leta 1673, ki se uporablja za merjenje nadmorske višine in nadglaviščne lege nebesnih teles.
- Teodolit, instrument zgrajen leta 1715, ki se uporablja za merjenje nadmorske višine in azimuta nebesnih teles. Azimutni teodolit mu je precej podoben, vendar s primanjkljajem informacije o višini.
- Sekstant je instrument, ki se uporablja za merjenje kotnih razdalj med dvema nebesnima telesoma. Prav tako pa se uporablja tudi za merjenje kotnega premera Lune in Sonca.
- Nebesni globus, ki so ga prvič zgradili leta 1673, se uporablja za določitev časa vzhodov in zahodov nebesnih teles, poleg tega, pa ob kateremkoli času prikazuje azimut in višinski kot teles.